# Urn (album)
Urn è il terzo album in studio del gruppo musicale australiano Ne Obliviscaris, pubblicato il 27 ottobre 2017 dalla Season of Mist.

## Descrizione
L'album rappresenta la prima pubblicazione del gruppo senza il bassista storico Brendan "Cygnus" Brown, allontanato dal gruppo nel gennaio 2017 a causa di questioni personali; le parti di basso sono state registrate pertanto da Robin Zielhorst.
Pur mantenendo sonorità tipicamente progressive ed extreme metal, Urn risulta essere il disco più accessibile dei Ne Obliviscaris, con un songwriting più diretto e riff di chitarra meno complessi rispetto al passato.

## Tracce
Testi di Xenoyr, musiche di Ne Obliviscaris e Robin Zielhorst.
1. Libera (Part I) - Saturnine Spheres – 9:52
2. Libera (Part II) - Ascent of Burning Moths – 2:36
3. Intra Venus – 7:29
4. Eyrie – 11:51
5. Urn (Part I) - And Within the Void We Are Breathless – 7:30
6. Urn (Part II) - As Embers Dance in Our Eyes – 6:38

## Formazione
Gruppo
- Tim Charles – voce melodica, violino
- Xenoyr – voce death
- Matt Klavins – chitarra
- Benjamin Baret – chitarra solista
- Daniel Presland – batteria

Altri musicisti
- Robin Zielhorst – basso
- Tim Hennessy – violoncello (tracce 1, 3, 4 e 6)
- Emma Charles – violino aggiuntivo (tracce 1, 4 e 6)
- Natalija May – violino aggiuntivo (tracce 1, 4 e 6)
- Alana K Vocal – coro (traccia 1)
- Alex Beckitt – coro (traccia 1)
- Alex Hutchinson – coro (traccia 1)
- Alex Koumoundouros – coro (traccia 1)
- Alex Van Blyderveen – coro (traccia 1)
- Alex Warren – coro (traccia 1)
- Alexander Jackson – coro (traccia 1)
- Amy Di Giambattista – coro (traccia 1)
- Andrew Shugg – coro (traccia 1)
- Cory Atkinson – coro (traccia 1)
- Elisa Alleblas – coro (traccia 1)
- Jacob James – coro (traccia 1)
- James Wingfield – coro (traccia 1)
- Karlo Doroc – coro (traccia 1)
- Lewis Allan – coro (traccia 1)
- Matthew Holmes – coro (traccia 1)
- Meredith Rouse – coro (traccia 1)
- Mitchell Shine – coro (traccia 1)
- Nerrilee Morale – coro (traccia 1)
- Xavier Beckitt – coro (traccia 1)

Produzione
- Troy McCosker – produzione, ingegneria del suono
- Ne Obliviscaris – co-produzione
- Mark Lewis – missaggio, mastering, produzione della voce melodica
- Xenoyr − artwork di copertina

## Classifiche
| Classifica (2017) | Posizione massima |
| ----------------- | ----------------- |
| Australia         | 35                |